# كيزو أوبوتشي
كيزو أوبوتشي (باليابانية: 小渕 恵三)؛ (25 يونيو 1937 - 14 مايو 2000) كان سياسي ياباني شغل منصب رئيس الوزراء الياباني الرابع والثمانون.

## روابط خارجية
- كيزو أوبوتشي على موقع الموسوعة البريطانية (الإنجليزية)
- كيزو أوبوتشي على موقع مونزينجر (الألمانية)
- كيزو أوبوتشي على موقع إن إن دي بي (الإنجليزية)